# Pseudophilautus temporalis
Philautus temporalis es una especie extinta de ranas que habitaba en Sri Lanka.